# Qaysar (distrikt)
Qaysar är ett distrikt i Afghanistan. Det ligger i provinsen Faryab, i den nordvästra delen av landet, 500 kilometer väster om huvudstaden Kabul. Administrativ huvudort är Qaysar.
Distriktet beräknades år 2022 ha cirka 167 000 invånare.